# Список закордонних українських музеїв
Список закордонних українських музеїв об’єднує музеї в різних країнах світу, присвячені Україні, її культурі та особистостям.

## Велика Британія
- Лондон: Музей Визвольної боротьби ім.Степана Бандери в Лондоні

## Вірменія
- Єреван: Музей Сергія Параджанова (Սերգեյ Փարաջանովի թանգարան)

## Грузія
- Сурамі: Будинок-музей Лесі Українки (სურამის ლესია უკრაინკას მუზეუმი)

## Естонія
- Сілламяе: Музей українського народно-прикладного мистецтва[1]
- Сілламяе: Український музей сакрального мистецтва[1]

## Італія
- Рим: Вітальня Гоголя[2]

## Казахстан
- Нур-Султан: Шевченківська світлиця[3]
- Форт-Шевченко: Меморіальний комплекс Т.Г. Шевченка в Форт-Шевченко[ru]

## Канада
- Вінніпег: Музей і галерея центру Осередок
- Вінніпег: Музей Івана Франка (Ivan Franko Museum)
- Едмонтон: Село україно-канадської культурної спадщини (Ukrainian Cultural Heritage Village)
- Саскатун: Український музей Канади (Ukrainian Museum of Canada)
- Торонто: Музей Шевченка в Торонто
- Мандейр: Музей отців Василіан (Basilian Fathers Museum)

## Польща
- Зиндранова: Музей лемківської культури у Зиндранові (Skansen Kultury Łemkowskiej w Zyndranowej)
- Перемишль: Український регіональний музей «Стривігор» у Перемишлі (Ukraińskie Regionalne Muzeum "Strywihor" w Przemyślu)

## Росія
- Джанхот: Будинок-музей В.Г. Короленко (Дом-музей В.Г. Короленко)
- Москва: Будинок Гоголя (Дом Гоголя)
- Москва: Меморіальний будинок-музей академіка С.П. Корольова (Мемориальный дом-музей академика С. П. Королёва[ru])
- Нальчик: Меморіальний будинок-музей Марко Вовчок (Мемориальный Дом-Музей Марко Вовчок)
- Оренбург: Меморіальний музей-гауптвахта Тараса Шевченка (Мемориальный музей-гауптвахта Тараса Шевченко)
- Орськ: Орський музей Тараса Шевченка (Музей «Т.Г. Шевченко в Орской крепости»)
- Санкт-Петербург: Музей-квартира Тараса Шевченка
- Санкт-Петербург: Музей-квартира А.І. Куїнджі (Музей-квартира А. И. Куинджи)

## Словаччина
- Свидник: Свидницький музей української культури (Múzeum ukrajinskej kultúry)

## США
- Клівленд: Український музей-архів у Клівленді (Ukrainian Museum-Archives)
- Нью-Йорк: Український Інститут Америки (Ukrainian Institute of America)
- Нью-Йорк: Український Музей (The Ukrainian Museum)
- Саут-Баунд-Брук: Український історичний та освітній центр Нью-Джерсі (The Ukrainian Historical and Educational Center of New Jersey)
- Чикаго: Український інститут модерного мистецтва (Ukrainian Institute of Modern Art)
- Чикаго: Український національний музей Чикаго (Ukrainian National Museum)

## Угорщина
- Мішкольц: Український етнографічний музей імені Отто Германа[4]
- Мучонь: Музей українського етносу «Русинський музей»[4]

## Узбекистан
- Ташкент: Музей історії електронного телебачення ім. Б.П. Грабовського[4]

## Франція
- Париж: Музей Симона Петлюри, Музей визвольних змагань 1917-1920 рр., Етнографічний музей при Бібліотеці імені Симона Петлюри

## Чехія
- Прага: Музей визвольної боротьби України